# Lisitea (Oceanina)
Nella mitologia greca Lisitea (in greco antico: Λυσιθέα, Lysithea) era una delle Oceanine, le figlie del dio Oceano, e anche una delle amanti di Zeus. In alcune fonti tarde è indicata come madre dell'eroe Eracle, in luogo di Alcmena.